# ابل ماقاشویلی

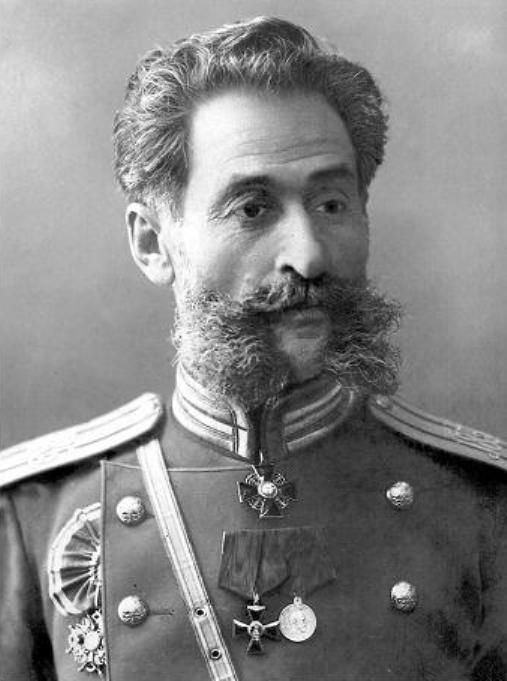
ابل ماکاشویلی

ابل ماقاشویلی (گرجی: აბელ მაყაშვილი) همچنین با نام آول گاوریلوویچ ماکایف (روسی: Авель Гаврилович Макаев) (۶ ژوئن ۱۸۶۰ - ژوئن ۱۹۲۰) یک شاهزاده و سرباز گرجی بود که در ارتش روسیه، گرجستان و آذربایجان خدمت می‌کرد.

## فعالیت ها
وی در سال ۱۸۷۷ به ارتش شاهنشاهی روسیه پیوست و از سال ۱۹۱۰ فرماندهی سپاه پیاده‌نظام باش-کدیکلار را بر عهده داشت. وی در سال ۱۹۱۴ به درجه سرلشکری ارتقا یافت و از سال ۱۹۱۴ تا ۱۹۱۷ فرماندهی شانزدهمین سپاه منگرلی را بر عهده گرفت. پس از اعلام استقلال گرجستان از روسیه، ماکاشویلی به ارتش ملی گرجستان پیوست. وی از سال ۱۹۱۸ تا ۱۹۲۰ به عنوان فرماندار کل و فرمانده نظامی تفلیس خدمت کرد. در اوایل سال ۱۹۲۰، وی توسط دولت مستقل آذربایجان برای ریاست یک مدرسه نظامی در گنجا دعوت شد.

## مرگ
وی درسال ۱۹۲۰ درپی تسخیر آذربایجان توسط بلشویک‌ها کشته شد. براساس برخی اسناد، مقامات شوروی او را دستگیر و در دریای خزر غرق کردند.

## فرزندان
پسران ماکاشویلی نیز در ارتش خدمت می‌کردند. یکی از پسران وی، واختانگ، فرماندهی نیروی هوایی گرجستان را برعهده داشت و درسال ۱۹۲۱ در یک حادثه هوایی جان خود را ازدست داد.